# Capronnieria
Capronnieria är ett släkte av fjärilar. Capronnieria ingår i familjen praktfjärilar.
Kladogram enligt Catalogue of Life:
| Capronnieria | \| \| Capronnieria abretia \| \| \| \| \| \| Capronnieria pavunae \| \| \| \| |
|              | \| \| Capronnieria abretia \| \| \| \| \| \| Capronnieria pavunae \| \| \| \| |
|              | Capronnieria abretia                                                          |
|              |                                                                               |
|              | Capronnieria pavunae                                                          |
|              |                                                                               |